# Apeadeiro de São Frutuoso
O apeadeiro de São Frutuoso (nome anteriormente grafado como "Fructuoso") é uma gare da Linha do Minho, que serve a localidade de São Frutuoso, no concelho de Maia, em Portugal.

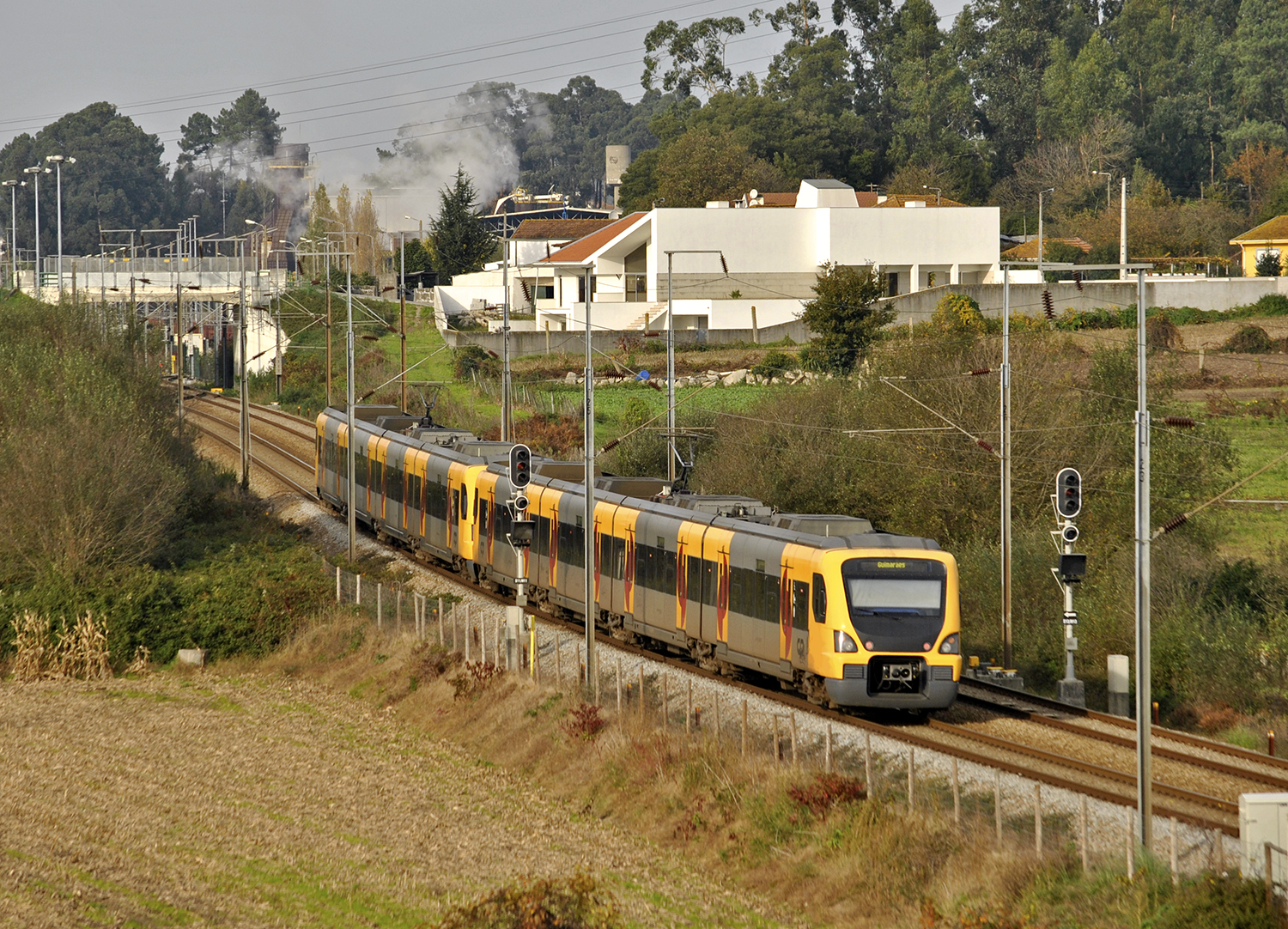
Comboio suburbano da C.P. perto de São Frutuoso, em 2012.

## Descrição

### Localização e acessos
Situa-se imediatamente a norte das instalações da Siderurgia Nacional, em ambos os lados da linha. É servido por um par de paragens de autocarro da Maia Transportes designadas “Apeadeiro”, situadas na Avenida Augusto Ferreira Moutinho Ramos, contíguas ao topo norte das plataformas; dista menos de meio quilómetro do parque homónimo.

### Infraestrutura
Esta interface apresenta apenas duas vias de ciculação (I e II), respetivamente com 271 m e 316 m de extensão, cada uma acessível por sua plataforma, com comprimentos respetivos de 223 m e 227 m e ambas com 70 cm de altura.
Situa-se junto a esta interface, ao PK 13+555, a zona neutra de São Frutuoso que isola os troços da rede alimentados respetivamente pelas subestações de tração de Travagem e do Ramal de Braga.

### Serviços
Em dados de 2022, esta interface é servida por comboios de passageiros da USGP (C.P.), que circulam entre Porto-Campanhã e Braga (dezoito circulações diárias em cada sentido) e Guimarães (quinze circulações diárias em cada sentido).

## História
Este apeadeiro situa-se no troço da Linha do Minho entre as estações de Campanhã e Nine, que entrou ao serviço, junto com o Ramal de Braga, em 21 de Maio de 1875. Em 1985, São Frutuoso estava dotado de plataforma do lado poente da via (lado direito do sentido ascendente, para Monção), tendo a categoria de apeadeiro. Em 2005, tinha já sido elevado à categoria de estação («Estação Satélite»).